# Oguntoye Viktória
Oguntoye Viktória (Párkány, 1990. december 24. –) magyar válogatott kézilabdázó, a Dunaszerdahely  kapusa. A Szlovákia területéhez tartozó Párkányban született, ám utánpótlás szinten már a magyar színeket képviselte.

## Sikerei
- Magyar bajnok: 2008, 2009, 2010
- Magyar Kupa győztes: 2008, 2009, 2010
- Női EHF-bajnokok ligája döntős: 2009
- EHF-kupa győztes: 2016